# Longshan (köping i Kina, Shandong, lat 35,51, long 118,99)
Longshan (kinesiska: 龙山镇, 龙山) är en köping i Kina. Den ligger i provinsen Shandong, i den östra delen av landet, omkring 220 kilometer sydost om provinshuvudstaden Jinan. Antalet invånare är 35253. Befolkningen består av 17 526 kvinnor och 17 727 män. Barn under 15 år utgör 17,0 %, vuxna 15-64 år 69 %, och äldre över 65 år 13,0 %.
Genomsnittlig årsnederbörd är 978 millimeter. Den regnigaste månaden är juli, med i genomsnitt 292 mm nederbörd, och den torraste är januari, med 9 mm nederbörd.